# Got 2 Luv U
Got 2 Luv U è una canzone del cantante giamaicano Sean Paul, cantata in coppia con Alexis Jordan ed estratto come primo singolo  dal quinto album, Tomahawk Technique, del rapper. Il brano è stato pubblicato il 19 luglio 2011 dall'etichetta Atlantic Records. La canzone è stata scritta da Sean Paul, da Ryan Tedder e dagli Stargate, e prodotta da questi ultimi.

## Video
Il video è stato girato dal regista Ben Mor il 29 agosto 2011, e visibile su YouTube dal 15 del mese successivo.

## Tracce
Digital download
1. Got 2 Luv U – 3:26

German CD single
1. Got 2 Luv U – 3:26
2. Ready Fi Dis (Bonus Track)

## Classifiche
| Classifica (2011) | Posizione massima |
| ----------------- | ----------------- |
| Australia         | 29                |
| Austria           | 15                |
| Belgio (Fiandre)  | 16                |
| Belgio (Vallonia) | 7                 |
| Francia           | 4                 |
| Lussemburgo       | 3                 |
| Paesi Bassi       | 9                 |
| Spagna            | 11                |
| Stati Uniti       | 84                |
| Svizzera          | 1                 |

## Curiosità
- Got 2 Luv U è in realtà un brano datato visto che la versione demo intitolata Not To Love You (cantata da Ryan Tedder, frontman dei OneRepublic) è finita in rete nell'estate 2010[25].